# Жлобинський район
Жлобинський район (біл. Жлобінскі раён) — адміністративна одиниця на північному сході Гомельської області. Адміністративний центр району — місто Жлобин.

## Географія
Площа району становить 2100 км² (6-те місце). Район межує із Рогачовським, Буда-Кошельовським, Речицьким та Світлогорським районами Гомельської області, Бобруйським районом Могильовської області.
Основні річки — Дніпро та Березина. Розташований ландшафтний заказник Смичок.

## Історія
У 1919 році Жлобин стає волосним центром, а 17 липня 1924 року — центром знову утвореного Жлобинського району. 
У липні 1925 року Жлобину привласнений статус міста. 
У січні 1938 року, у зв'язку з новим адміністративним поділом, Жлобинський район був включений до складу Гомельської області.

## Демографія
Населення району  — 107,1 тис. чоловік (2-ге місце), у тому числі в міських умовах проживають 72,2 тис. чоловік. Усього налічується 156 населених пунктів.

## Транспорт
Транспортна інфраструктура включає залізниці Мінськ — Гомель та Орша — Калинковичі, автошляхи Бобруйськ — Гомель, Рогачов — Світлогорськ. Річками Дніпро й Березина здійснюється судноплавство.